# Don’t Forget
Don’t Forget ist das Debütalbum von Demi Lovato. Es wurde im September 2008 in den USA und im April 2009 in Deutschland veröffentlicht. Das Album erschien unter dem Label Hollywood Records, bei dem Lovato seit 2008 unter Vertrag steht. Als Singles wurden die Songs Get Back, La La Land und Don’t Forget ausgekoppelt.

## Entstehung
Kurz nachdem Lovato im Frühjahr 2008 einen Plattenvertrag unterzeichnet hatte, begann mit den Jonas Brothers die Arbeit an Songs für das Album. Die ersten Lieder schrieben sie während der Dreharbeiten zum Fernsehfilm Camp Rock. Während der When You Look Me in the Eyes Tour der Jonas Brothers schrieben sie dann zusammen zehn Songs innerhalb einer Woche.
Über den Schreibprozess mit den Jonas Brothers sagte Lovato Folgendes:

“I wrote it with them and they helped me. They obviously knew the situation, and then we got on the bus one night — songs just started pouring out.”

„Ich schrieb (das Album) mit ihnen und sie halfen mir. Sie kannten offensichtlich die Situation, und dann gingen wir nachts in den Bus – die Songs strömten einfach heraus.“

Bevor die Band dann nach Europa reiste, um Avril Lavignes The-Best-Damn-Thing-Tour zu eröffnen, ging sie mit Lovato und John Fields ins Studio, wo sie die geschriebenen Songs aufnahmen. Die Aufnahme des Albums dauerte zehneinhalb Tage.

## Musikstil
Der Stil des Albums lässt sich als Pop-Rock beschreiben. Mit den Jonas Brothers schrieb Lovato einen großen Teil der Songs, was man äußerst deutlich heraushört. Dies wurde von einigen Kritikern bemängelt, da die Musik zu sehr wie eine Kopie der Band wirke. Musikproduzent John Fields hatte zuvor bereits mit anderen Künstlern Disneys zusammengearbeitet, unter anderem mit den Jonas Brothers und Miley Cyrus.
Über den Stil ihres Albums äußerte Lovato sich gegenüber MTV wie folgt:

“I used to write [really dark] songs every night in my room — like, five or six a night — and I'd be up until 5 in the morning, and my mom would come up and say, 'So what are you writing?' I'd play her a song, and she'd go, 'Wow — go to therapy.' But it really is therapy for me, so I put everything in my lyrics. You won't necessarily find a lot of that on the album, but hopefully you will on the next album. It's my first one, so I wanted it to be fun — stuff you can drive around in your car to and jam out to.”

„Ich schrieb für gewöhnlich jede Nacht in meinem Zimmer äußerst düstere Songs – ungefähr fünf oder sechs pro Nacht – und ich war bis um fünf Uhr morgens wach, und meine Mutter kam hoch und sagte: „So, was schreibst du?“. Ich spielte ihr den Song vor und sie meinte: „Wow, geh zur Therapie.“. Aber (das Schreiben) ist sehr therapeutisch für mich, so dass ich alles in meine Songtexte hineinbringe. Du wirst nicht zwingend viel davon auf dem Album finden, aber hoffentlich wirst du das auf dem nächsten Album. Dies ist mein erstes (Album), so dass ich wollte, dass es spaßig wird – Zeug, bei dem man Auto fahren und jammen zu kann.“

Einer der besonders rockigen Songs des Albums ist die erste Singleauskopplung Get Back, die durch den deutlich hörbaren Einsatz von Gitarren auffällt. Laut azcentral.com erinnert das Lied an den Sänger Tommy Tutone.

## Titelliste
Standard-Version
| #   | Titel                                   | Songwriting                                     | Produktion                  | Länge |
| --- | --------------------------------------- | ----------------------------------------------- | --------------------------- | ----- |
| 1.  | La La Land                              | Demi Lovato, Nick Jonas, Joe Jonas, Kevin Jonas | John Fields, Jonas Brothers | 3:16  |
| 2.  | Get Back                                | Demi Lovato, Nick Jonas, Joe Jonas, Kevin Jonas | John Fields, Jonas Brothers | 3:20  |
| 3.  | Trainwreck                              | Demi Lovato                                     | John Fields                 | 3:17  |
| 4.  | Party                                   | Demi Lovato, John Fields, Robert Schwartzman    | John Fields                 | 3:53  |
| 5.  | On the Line (feat. Jonas Brothers)      | Demi Lovato, Nick Jonas, Joe Jonas, Kevin Jonas | John Fields, Jonas Brothers | 3:26  |
| 6.  | Don’t Forget                            | Demi Lovato, Nick Jonas, Joe Jonas, Kevin Jonas | John Fields, Jonas Brothers | 3:43  |
| 7.  | Gonna Get Caught                        | Demi Lovato, Nick Jonas, Joe Jonas, Kevin Jonas | John Fields, Jonas Brothers | 3:11  |
| 8.  | Two Worlds Collide                      | Demi Lovato, Nick Jonas, Joe Jonas, Kevin Jonas | John Fields, Jonas Brothers | 3:18  |
| 9.  | The Middle                              | Kara DioGuardi, John Fields, Jason Reeves       | John Fields                 | 3:05  |
| 10. | Until You’re Mine                       | Adam Watts, Andy Dodd                           | John Fields                 | 3:31  |
| 11. | Believe in Me                           | Demi Lovato, John Fields, Kara DioGuardi        | John Fields                 |       |
|     | Japanese Bonus-Track                    |                                                 |                             |       |
| 12. | La La Land (Caramel Pod D Remix)        | Demi Lovato, Nick Jonas, Joe Jonas, Kevin Jonas |                             | 7:11  |
|     | International Digital Bonus-Track       |                                                 |                             |       |
| 12. | Back Around                             | Demi Lovato, Nick Jonas, Joe Jonas, Kevin Jonas | John Fields, Jonas Brothers | 3:10  |
|     | Deluxe Edition Bonus-Tracks             |                                                 |                             |       |
| 12. | Behind Enemy Lines                      | Demi Lovato, Nick Jonas, Joe Jonas, Kevin Jonas | John Fields, Jonas Brothers | 2:50  |
| 13. | Lo Que Soy (This Is Me Spanish Version) | Adam Watts, Andy Dodd                           | Adam Watts, Andy Dodd       | 3:28  |

Deluxe-Version
Im März 2009 erschien die Deluxe-Version des Albums mit dem Titel Don’t Forget Deluxe Edition. Sie enthält einen neuen Track sowie die spanische Version des Camp-Rock-Songs This Is Me. Außerdem ist der CD eine DVD mit Making-ofs, Musikvideos, Backstage-Szenen und Live-Auftritten beigelegt.
- Standard-Version (+ 2 Tracks)
- DVD

1. Get Back (The Making of the Video & Music Video)
2. Backstage footage from Jonas Brothers 2008 Burnin' Up Tour
3. La La Land (The Making of the Video & Music Video)
4. Don’t Forget (Live performance)
5. Behind the Scenes & Photo Slideshow
6. In the Studio with Demi Lovato

## Veröffentlichung und Promotion
Das Album erschien am 23. September 2008 mit 11 Tracks bei Hollywood Records. Am 31. März 2009 erschien eine Deluxe-Version des Albums mit 13 Songs sowie einer DVD.
Lovato promotete das Album mit vielen Live-Auftritten, unter anderem bei Dancing with the Stars, Ellen DeGeneres und den 2008 Disney Channel Games. Außerdem ging sie auch auf Tour. Die Demi Live! Warm Up Tour fand vom 1. Juni 2008 bis zum 21. Dezember 2008 statt.

## Veröffentlichte Singles

### Get Back
Lovatos Debütsingle Get Back wurde am 12. August 2008 veröffentlicht, das dazugehörige Musikvideo wurde von Philip Andelman gedreht. Es wurde am 22. August erstmals auf dem Disney Channel gezeigt. Die Song ist nur im Downloadformat erhältlich. Sie erreichte Platz 43 der amerikanischen Charts, in denen sie sich drei Wochen lang halten konnte. Sonst wurde das Lied nur noch in Kanada (Platz 93) sowie Australien veröffentlicht.

### La La Land
La La Land war die zweite Singleauskopplung des Albums und wurde am 16. Dezember 2008 veröffentlicht. Das Lied erreichte Platz 52 in Amerika und war zudem die erste Single aus Lovatos Debütalbum, welche sich auch in den deutschen Charts platzieren konnte (Platz 82). In Irland belegte der Song Platz 30 der offiziellen Charts und in Großbritannien Rang 35.
Das Video zum Song wurde von Brendan Malloy und Tim Wheeler gedreht und feierte am 18. Dezember 2009 Premiere. Der Clip wurde zur Promotion der Serie Sonny Munroe genutzt, weshalb auch der Cast der Disney-Serie im Video zu sehen ist.

### Andere Songs
Der Titel On the Line, auf dem Lovato zusammen mit den Jonas Brothers zu hören ist, konnte sich nur knapp in den Charts platzieren, er erreichte Platz 100 der Billboard-Charts, wo er sich auch nur eine Woche lang halten konnte. Das Lied Don’t Forget kletterte in den US-amerikanischen Charts in sechs Wochen bis auf Platz 41.

## Rezeption
Die Resonanz der Kritiker zu dem Album fiel unterschiedlich aus. Nick Levine von Digital Spy war der Meinung, dass sich das Album wie eines der Jonas Brothers mit weiblicher Stimme anhörte, auch wenn Lovatos Stimme deutlich stärker sei. Er gab dem Album 3 von 5 Sternen. Stephen Thomas Erlewine von Allmusic hielt fest, dass es reiner Pop für Kinder sei und bewertete es mit 4 von 5 Sternen. The Houston Chronicle bemängelte, dass Lovatos Stimme an manchen Stellen „zu ernst“ klinge, fügte jedoch hinzu, dass es der 16-jährigen Person Lovato auf jeden Fall erlaubt sein sollte, noch Spielraum zu haben. Entertainment Weekly erläuterte, dass Lovatos Debütalbum ein Hinweis darauf ist, dass heutige Musiker eher von Ashlee Simpson als von Janis Joplin inspiriert werden, und gab dem Album ein durchschnittliches C. Eberhard Dobler von laut.de kam zu der Feststellung Disney as usual: so präzise wie irrelevant und vergab 2 von 5 Sternen.

## Kommerzieller Erfolg

### Chartplatzierungen
Das Album erreichte mit 89.000 verkauften Einheiten in der ersten Woche Platz 2 der amerikanischen Billboard-Charts. In der folgenden Woche stürzte das Album dann um 14 Ränge auf Platz 16, insgesamt hielt es sich jedoch 21 Wochen in den Charts.
In Kanada konnte sich das Album auf Platz 9 platzieren, in Spanien auf Platz 13 und in Italien auf Platz 77. In Europa erreichte das Album sonst keine höheren Chartplatzierungen, in England und in Deutschland erreichte es gar keine Platzierung. Weitere Chartplatzierungen konnten mit Rang 34 in Neuseeland und Rang 62 in Mexiko verbucht werden.
| ChartsChartplatzierungen       | Höchstplatzierung | Wochen |
| ------------------------------ | ----------------- | ------ |
| Vereinigte Staaten (Billboard) | 2 (45 Wo.)        | 45     |

| ChartsJahrescharts (2009)      | Platzierung |
| ------------------------------ | ----------- |
| Vereinigte Staaten (Billboard) | 133         |

### Auszeichnungen für Musikverkäufe
Am 2. Februar 2011 wurde das Album mit einer Goldenen Schallplatte für 500.000 Verkäufe in den USA ausgezeichnet.
| Land/Region               | Auszeichnungen für Musikverkäufe (Land/Region, Auszeichnung, Verkäufe) | Verkäufe |
| ------------------------- | ---------------------------------------------------------------------- | -------- |
| Vereinigte Staaten (RIAA) | Gold                                                                   | 551.000  |
| Insgesamt                 | 1× Gold ·                                                              | 551.000  |

Hauptartikel: Demi Lovato/Auszeichnungen für Musikverkäufe